# Wortel 3

eenheidskubus

Wortel 3 is het positieve reële getal dat vermenigvuldigd met zichzelf het getal 3 oplevert. Het heeft een waarde van ongeveer 1,73205 en wordt wel de hoofdwaarde van wortel 3 genoemd, om verwarring te voorkomen met hetzelfde getal, maar dan negatief, te voorkomen dat gekwadrateerd ook 3 geeft. Wortel 3 wordt genoteerd als √3. Zoals √2 de lengte is van de diagonaal van een vierkant in het platte vlak, is volgens de stelling van Pythagoras √3 de lengte van de lichaamsdiagonaal van een kubus in de ruimte.
√3 kan niet als een breuk van gehele getallen worden geschreven en is daarmee een irrationaal getal. Het staat ook bekend als de Constante van Theodorus, genoemd naar Theodorus van Cyrene, die bewees dat √3 irrationaal is. Volgens de definitie van gebroken machten is √3 gelijk aan {\displaystyle 3^{\frac {1}{2}}}.

## Decimale weergave
De eerste 60 cijfers van de decimale weergave van √3 zijn:
1,73205 08075 68877 29352 74463 41505 87236 69428 05253 81038 06280 5580….
In december 2013 was de waarde van wortel 3 berekend tot ten minste tien miljard cijfers.

## Benaderingen

### Breuken
- Wortel 3 kan door de breuk 97/56 ≈ 1,732142857…  worden benaderd. Ondanks de kleine noemer van maar 56 wijkt deze benadering minder dan 1/10,000, ongeveer 9,2×10−5, af van de juiste waarde. De afronding tot 1,732 is nauwkeurig binnen 0,01% van de echte waarde.
- Archimedes klemde 3 in tussen de kwadraten van twee breuken[4]

(265/153)2 < 3 < (1351/780)2
en vond met die breuken twee benaderingen die nauwkeurig zijn tot op 2/23409, in vier decimalen, en 1/608400, in zes decimalen, respectievelijk.

### Geneste uitdrukking
De volgende geneste uitdrukkingen convergeren naar √3:
{\displaystyle {\sqrt {3}}=2-2\left({\tfrac {1}{2}}-\left({\tfrac {1}{2}}-\left({\tfrac {1}{2}}-\left({\tfrac {1}{2}}-\ldots \right)^{2}\right)^{2}\right)^{2}\right)^{2}=}
{\displaystyle ={\frac {7}{4}}-4\left({\frac {1}{16}}+\left({\frac {1}{16}}+\left({\frac {1}{16}}+\left({\frac {1}{16}}+\dots \right)^{2}\right)^{2}\right)^{2}\right)^{2}}
Voor de eerste uitdrukking geldt bijvoorbeeld:
{\displaystyle 2-2\,({\tfrac {1}{2}}-A)^{2}=x},
met {\displaystyle A} recursief bepaald door:
{\displaystyle A=({\tfrac {1}{2}}-A)^{2}}
Dus
{\displaystyle A={\tfrac {1}{4}}-A+A^{2}},
waaruit volgt
{\displaystyle {\tfrac {3}{4}}=1-2A+A^{2}=(1-A)^{2}}
dus
{\displaystyle A=1-{\tfrac {1}{2}}{\sqrt {3}}},
zodat inderdaad
{\displaystyle x=2-{\tfrac {1}{2}}\,({\sqrt {3}}-1)^{2}={\sqrt {3}}}